# Casa Moneta
La Casa Moneta est un bâtiment de bois construit en 1905 par la République argentine. La construction est implantée dans la baie de Scotia (en), sur l'île Laurie, dans l'archipel des Orcades du Sud. Une cabane de pierre, la Omond House (es) avait été érigée à proximité, en 1903, par l'expédition Scotia de William Speirs Bruce. 

## Origine du nom
Le bâtiment est nommé en hommage au capitaine José Manuel Moneta (es), qui relève les données scientifiques sur la base, au cours des quatre saisons. En 1923, il est assistant météorologue, en 1925 commandant en second, et en 1927 et 1929 commandant.
Plusieurs années plus tard, il a écrit ses mémoires dans le livre Cuatro años en las Orcadas del Sur, ouvrage qui contribue à faire connaître le travail silencieux et anonyme du personnel des bases de l'Antarctique.

## Construction
La construction est réalisée en 1905 par l'Armée argentine, elle est destinée à l'origine à être un observatoire météorologique et magnétique. 
La maison est préfabriquée à Buenos Aires, entièrement en bois, avant d'être transportée par voie maritime par la corvette ARA Uruguay, le premier navire antarctique argentin. Sur place, les pièces sont assemblées en quinze jours par seulement deux personnes : un charpentier et son aide.
Aussi bien les murs extérieurs que les parois intérieures sont en bois. Les murs extérieurs comprennent deux parois, l'une à l'intérieur et l'autre à l'extérieur, laissant un espace interstitiel destiné à être rempli de sciure de bois et de liège pour servir d'isolation thermique.

## Plan intérieur
La maison s'étend sur un seul niveau, elle est orientée nord-est/sud-est. Elle mesure neuf mètres de long par cinq mètres de large, soit une superficie d'environ 45 m2. Elle comprend trois chambres, un salon et une cuisine.

## Histoire
Il s'agit du premier bâtiment argentin construit à proximité du continent Antarctique, marquant le début du développement de ce qui allait devenir la base Orcadas,.
L'initiative de l'implantation sur l'île Laurie d'une base d'observations scientifiques, revient à l'explorateur écossais, le capitaine Willians Speirs Bruce. Cet officier de marine, à la tête de l'expédition nationale antarctique écossaise embarquée à bord du navire Scotia, avait installé un observatoire sur place dès 1903 et il proposa au président Julio Argentino Roca que le programme d'observation soit poursuivi et pris en charge par la République argentine à partir de 1904. Roca accepta l'offre et le don des installations existantes, dictant le décret du 2 janvier 1904, qui sera matérialisé lorsque le drapeau argentin sera hissé sur l'île Laurie le 24 février de la même année, et avec le début des activités scientifiques.
Le petit édifice, agrandi par la suite, auquel seront ajoutés de nouvelles constructions au fil des années, servira — pendant 34 années consécutives — de logements pour le personnel des expéditions scientifiques argentines.
Ce n'est qu'en 1927, qu'une station de radiotélégraphie est installée sur place, mettant fin à l'isolement complet de la station.
En 1994, la Casa Moneta est rénovée et transformée en musée.

## Site historique
Elle est classée Lieu historique national de la République argentine par la loi 26.294 promulguée le 4 décembre 2007.
Sur une proposition de l'Argentine, la Casa Moneta  ainsi que d'autres sites à proximité de la baie de Scotia (en), est déclarée Site et monument historique de l'Antarctique SMH 42 : Cabañas en Bahía Scotia en 1972 dans le cadre du Traité de l'Antarctique, et sa conservation est confiée à l'Argentine et au Royaume-Uni,. Le lieu historique comprend également la cabane construite en 1903 par l'expédition antarctique écossaise dirigée par William S. Bruce (la Omond House) et un cimetière avec 12 tombes.